# Caulophryne pelagica
Caulophryne pelagica is een straalvinnige vissensoort uit de familie van diepzeehengelvissen (Caulophrynidae). De wetenschappelijke naam van de soort is voor het eerst geldig gepubliceerd in 1902 door Brauer.